# Porelloides glabra
Porelloides glabra är en mossdjursart som beskrevs av Gordon 1984. Porelloides glabra ingår i släktet Porelloides och familjen Bryocryptellidae. Inga underarter finns listade i Catalogue of Life.